# Степанюк Борис Олександрович
Бори́с Олекса́ндрович Степаню́к (позивний Нефріт; 31 серпня 1997, м. Ковель — 7 серпня 2024, поблизу с. Дар'їно Курської області) — майор збройних сил України, учасник російсько-української війни.

## Життєпис
Народився 31 серпня 1997 року в Ковелі. Навчався у школі № 8. Після закінчення школи навчався у Волинському обласному ліцеї з посиленою військово-фізичною підготовкою ім. Героїв Небесної Сотні, згодом в Національній академії сухопутних військ.
Після закінчення академії підписав контракт зі Збройними силами України, проходив службу у 80-й окремій десантно-штурмовій бригаді, брав участь у війні на сході України.
На початку повномасштабного російського вторгнення брав участь у боях на Херсонщині.
У січні 2023 року був призначений на посаду начальника штабу та заступника командира артилерійського дивізіону 82-ї окремої десантно-штурмової бригади.
З травня 2023 року брав участь у бойових діях на Запоріжжі. Пізніше в воював в районі Вовчанська на Харківщині. У 2024 року брав участь у боях в Курській області.
Загинув 7 серпня 2024 року в районі села Дар'їно Курської області. Похований на Алеї Героїв Ковельського міського кладовища.

## Нагороди
- Орден Богдана Хмельницького II ступеня (25 грудня 2024, посмертно) — за особисту мужність, виявлену у захисті державного суверенітету та територіальної цілісності України, самовіддане виконання військового обов'язку[2].
- Орден Богдана Хмельницького III ступеня (28 вересня 2022) — за особисту мужність і самовіддані дії, виявлені у захисті державного суверенітету та територіальної цілісності України, вірність військовій присязі[3].

## Вшанування пам'яті
1 жовтня 2024 року на фасаді Ковельської ЗОШ № 8 встановили меморіальну дошку на честь загиблого випускника Бориса Степанюка.